# Axel Andersson i Österfärnebo
Axel Emanuel Andersson, i riksdagen kallad Andersson i Österfärnebo, född 1 augusti 1897 i Österfärnebo, död 4 februari 1979 i Österfärnebo, var en svensk hemmansägare och politiker (centerpartist).
Andersson var ledamot av riksdagens första kammare från 1957, invald i Gävleborgs läns valkrets. Han var även landstingsman från 1943.